# Room 641A

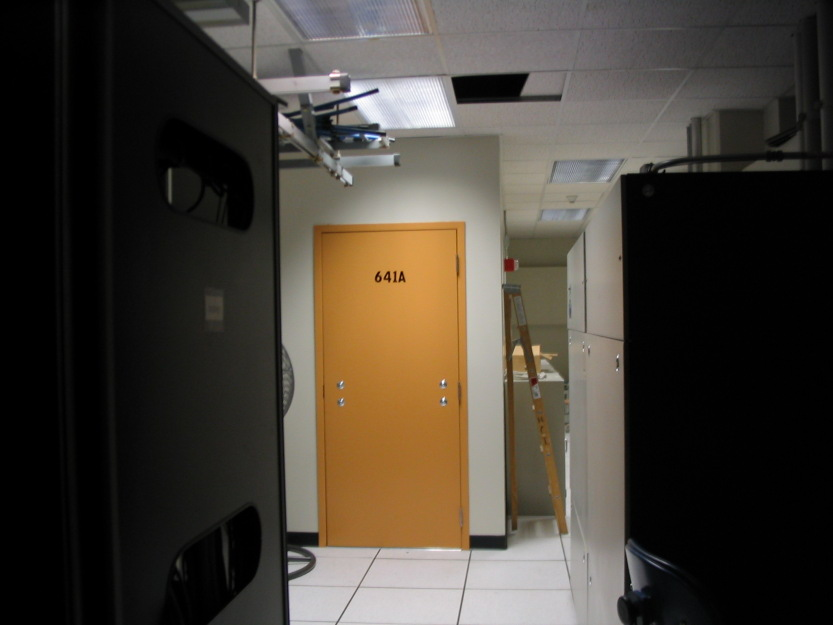
Dörren till rummet 641A.

Room 641A är ett sekretessbelagt rum som är beläget inne i det globala telekommunikationsföretaget AT&T:s anläggning för nätverksväxlar, 611 Folsom Street i San Francisco, Kalifornien i USA. Rummet används som en anläggning för omfattande avlyssning och kopiering av stamnät rörande internettrafik i USA. Det utförs av AT&T själva på uppdrag av den amerikanska signalspaningsmyndigheten National Security Agency (NSA), där all trafik som kommer in i byggnaden, kopieras och skickas vidare till NSA för vidare granskning.
Verksamheten startades 2003 med det interna kodnamnet SG3 [Study Group 3] Secure Room men kom till allmän kännedom 2006 när Electronic Frontier Foundation (EFF) stämde AT&T för illegal avlyssning på massiv skala, med hjälp av den pensionerade AT&T-anställde Mark Klein. Han var villig att vittna mot sin tidigare arbetsgivare och där han gav detaljer om det specifika rummet. Enligt honom så finns det fler liknande rum i många andra amerikanska städer så som Atlanta, Los Angeles, Palo Alto, San Diego, San Jose och Seattle. Stämningen blev dock avfärdad av flera domstolsinstanser med bland annat motiveringen om att USA:s kongress hade gett immunitet till samtliga telekommunikationsföretag som samarbetade med den federala statsmakten i jakt på potentiella terrorister. 2008 stämde EFF NSA för liknande anklagelser och det råder fortfarande domstolsförhandlingar till favör för EFF, där det har framkommit att den federala statsmakten har förstört bevis trots att domstolen utfärdade föreläggande mot just detta.
Rummet i sig är 7,3 meter x 14,6 meter och kan bara beträdas av specifika AT&T-anställda som har speciella NSA-tillstånd utfärdade och anställda vid just NSA. Dörren till rummet är en specialdörr med inga synliga handtag och kan bara öppnas med en specialnyckel och en kod. Enligt Klein var det bara en enda person i byggnaden som hade tillgång till de båda. Precis innanför dörren finns det en kamera som automatiskt identifierar om den som öppnar dörren är behörig eller inte att vistas där via programvara för ansiktsigenkänning.
Det är dock okänt om rummet är fortfarande aktivt eller ej eftersom Klein pensionerade sig 2004. AT&T har aldrig förnekat sin inblandning i detta utan ha antingen hänvisat till den federala lagen Foreign Intelligence Surveillance Act eller inte svarat när de har fått frågor på det. USA:s justitiedepartement har dock påpekat, när frågan har kommit upp i domstolar, att företaget kan varken bekräfta eller förneka om de samarbetar med NSA eller andra federala myndigheter på grund av sekretess.